# Línea 13 (ALESA)
La línea 13 de ALESA es una línea de autobús urbano de la ciudad de León (España), que recorre la ciudad desde el sur hasta el norte, empezando en el barrio de La Chantría y terminando en el barrio del Área 17, pasando por el barrio de La Lastra, el centro de la ciudad y el barrio de Eras de Renueva. Esta línea dispone de servicio para personas con discapacidad.

## Características
La línea 13 nació en 2005 para dar cobertura a la nueva zona residencial del Área 17 y el centro comercial Espacio León, con una frecuencia de 60 minutos. Sufrió sucesivas ampliaciones en 2013 y 2017; primero ajustando una frecuencia de media hora para suplir el recorte de vehículos en la línea 11, y después ampliando el servicio al barrio de La Lastra, atravesando la calle Ocho de Marzo y la prolongación de la avenida José Aguado.

### Frecuencias
| lunes-viernes laborables   | lunes-viernes laborables   | sábados laborables | sábados laborables | sábados laborables         | sábados laborables         | domingos y festivos | domingos y festivos | domingos y festivos        | domingos y festivos        |
| ambos sentidos             | ambos sentidos             | Dirección Área 17  | Dirección Área 17  | Dirección La Chantría      | Dirección La Chantría      | Dirección Área 17   | Dirección Área 17   | Dirección La Chantría      | Dirección La Chantría      |
| -------------------------- | -------------------------- | ------------------ | ------------------ | -------------------------- | -------------------------- | ------------------- | ------------------- | -------------------------- | -------------------------- |
| de 7:15 a 22:15            | cada 30 min.               | de 9:15 a 22:15    | cada 60 min.       | de 9:45 a 21:45            | cada 60 min.               | de 15:15 a 22:15    | cada 60 min.        | de 15:45 a 21:45           | cada 60 min.               |
| 22:45, Fin en Sto. Domingo | 22:45, Fin en Sto. Domingo | --                 | --                 | 22:45, Fin en Sto. Domingo | 22:45, Fin en Sto. Domingo | --                  | --                  | 22:45, Fin en Sto. Domingo | 22:45, Fin en Sto. Domingo |

- Regulación horaria en Santo Domingo (Gran Vía de San Marcos, 2 y Ramón y Cajal, 5) quince minutos después de cada salida.

### Material asignado
-Mercedes Benz New Citaro: 4175.
-Mercedes Benz Citaro 2: 4182.

## Recorrido
Esta línea sale desde el corazón del barrio de La Lastra y atraviesa La Chantría por las calles de Fernández Ladreda y Corredera. La principal parada en el centro de la ciudad es al inicio de la Gran Vía de San Marcos, continuando por esta hacia el Ensanche y el barrio de Eras de Renueva, que recorre por la avenida Reyes Leoneses. Luego, desde General Gutiérrez Mellado cruza el río Bernesga y se dirige hacia el Área 17 para finalizar detrás del centro comercial Espacio León.
El recorrido de vuelta accede al centro desde Suero de Quiñones, Renueva y Ramón y Cajal, bajando por Alcalde Miguel Castaño hasta el barrio de La Lastra, finalizando junto al Incibe.
| exKBHFa denim |

| exHST denim |

| exHST denim |

| exHST denim |

| exHST denim |

| exHST denim |

| exBHF denim |

| exHST denim |

| exHST denim |

| exHST denim |

| exHST denim |

| exHST denim |

| exHST denim |

| exHST denim |

| exHST denim |

| exKBHFe denim |

| exKBHFa denim |

| exHST denim |

| exHST denim |

| exHST denim |

| exHST denim |

| exHST denim |

| exBHF denim |

| exHST denim |

| exHST denim |

| exHST denim |

| exHST denim |

| exHST denim |

| exHST denim |

| exHST denim |

| exHST denim |

| exKBHFe denim |

| exKBHFa denim |

| exHST denim |

| exHST denim |

| exHST denim |

| exHST denim |

| exHST denim |

| exBHF denim |

| exHST denim |

| exHST denim |

| exHST denim |

| exHST denim |

| exHST denim |

| exHST denim |

| exHST denim |

| exHST denim |

| exKBHFe denim |

| exKBHFa denim |

| exHST denim |

| exHST denim |

| exHST denim |

| exHST denim |

| exHST denim |

| exBHF denim |

| exHST denim |

| exHST denim |

| exHST denim |

| exHST denim |

| exHST denim |

| exHST denim |

| exHST denim |

| exHST denim |

| exKBHFe denim |

| exKBHFa denim |

| exHST denim |

| exHST denim |

| exHST denim |

| exHST denim |

| exHST denim |

| exHST denim |

| exHST denim |

| exHST denim |

| exBHF denim |

| exHST denim |

| exHST denim |

| exHST denim |

| exHST denim |

| exHST denim |

| exHST denim |

| exHST denim |

| exKBHFe denim |

| exKBHFa denim |

| exHST denim |

| exHST denim |

| exHST denim |

| exHST denim |

| exHST denim |

| exHST denim |

| exHST denim |

| exHST denim |

| exBHF denim |

| exHST denim |

| exHST denim |

| exHST denim |

| exHST denim |

| exHST denim |

| exHST denim |

| exHST denim |

| exKBHFe denim |

| exKBHFa denim |

| exHST denim |

| exHST denim |

| exHST denim |

| exHST denim |

| exHST denim |

| exHST denim |

| exHST denim |

| exHST denim |

| exBHF denim |

| exHST denim |

| exHST denim |

| exHST denim |

| exHST denim |

| exHST denim |

| exHST denim |

| exHST denim |

| exKBHFe denim |

| exKBHFa denim |

| exHST denim |

| exHST denim |

| exHST denim |

| exHST denim |

| exHST denim |

| exHST denim |

| exHST denim |

| exHST denim |

| exBHF denim |

| exHST denim |

| exHST denim |

| exHST denim |

| exHST denim |

| exHST denim |

| exHST denim |

| exHST denim |

| exKBHFe denim |